# Matang Kareung
Matang Kareung is een bestuurslaag in het regentschap Aceh Utara van de provincie Atjeh, Indonesië. Matang Kareung telt 282 inwoners (volkstelling 2010).